# Dorothy Wedderburn
Dorothy Enid Cole Wedderburn geb. Barnard (* 18. September 1925 in Walthamstow; † 20. September 2012) war eine britische Soziologin und Hochschullehrerin.

## Leben und Wirken
Dorothy Wedderburn studierte Wirtschaftswissenschaft an der University of Cambridge (Girton College). Anschließend arbeitete sie von 1946 bis 1965 am britischen Board of Trade und gab außerdem Unterricht an der University of Cambridge, wobei sie sich zunehmend mit Sozialpolitik und Industriesoziologie beschäftigte. Ab 1965 lehrte sie am Imperial College London, zunächst als Dozentin, von 1977 bis 1981 als Professorin. Im Jahre 1981 wurde sie Rektorin des Bedford College, das zur University of London gehört. Von 1969 bis 1970 war sie Gastprofessorin am Massachusetts Institute of Technology. Sie gehörte mehreren staatlichen Kommissionen und Ausschüssen als Beraterin an. Von 1986 bis 1988 war sie stellvertretende Vizekanzlerin der University of London.
Politisch war Wedderburn linkssozialistisch orientiert. Einige Jahre war sie Mitglied der Communist Party of Great Britain. In ihren Veröffentlichungen beschäftigte sie sich vor allem mit der wirtschaftlichen Lage alter Menschen.
In zweiter Ehe war Dorothy Wedderburn von 1962 bis 1968 mit dem britischen Juristen Bill Wedderburn verheiratet.

## Veröffentlichungen (Auswahl)
- (mit J. E. G. Utting): The economic circumstances of old people. The Codicote Press, Hertfordshire 1962.
- Economic aspects of aging. In: International social science journal, Bd. 15 (1963), S. 394–409.
- Poverty in Britain today. The evidence. In: The sociological review, Bd. 10 (1963), S. 257–282.
- Financial resources available to older people. Lessons for social policy. In: P. From Hansen (Hrsg.): Age with a future. Munksgaard, Copenhagen 1964, S. 513–525.
- White-collar redundancy. A case study. Cambridge University Press, Cambridge 1964.
- Redundancy and the railwaymen. Cambridge University Press, Cambridge 1965.
- (Mitautorin): Old people in three industrial societies. Routledge, London 1968.
- Arbeiter und Angestellte. Gleichen sich die Unterschiede aus? In: Atomzeitalter, Jg. 1968, S. 266–280.
- Cross-national studies of income adequancy. In: Ethel Shanas (Hrsg.): Methodological problems in cross-national studies in aging (= Interdisciplinary topics in gerontology, Bd. 2). Karger, Basel 1968, S. 61–74.
- Enterprise planning for change. Co-ordination of manpower and technical planning. OECD, Paris 1968.
- Old people in Britain. In: American behavioral scientist, Bd. 14 (1970), S. 97–109.
- (mit Peter Townsend): The aged in the welfare state. 3. Aufl. Bell, London 1970, ISBN 0-7135-0956-2.
- (mit Rosemary Crompton): Workers' attitude and technology (= Cambridge papers in sociology, Bd. 2). Cambridge University Press, Cambridge 1972, ISBN 0-521-07432-0.
- (Hrsg.): Poverty, inequality and class structure. Cambridge University Press, London 1974, ISBN 0-521-20153-5.
- (Hrsg.): Justice for women. The need for reform. Prison Reform Trust, London 2000, ISBN 0-946209-48-0.